# Stephy Mavididi
Stephy Alvaro Mavididi (ur. 31 maja 1998 w Derby) – angielski piłkarz kongijskiego pochodzenia występujący na pozycji napastnika w angielskim klubie Leicester City. Były młodzieżowy reprezentant Anglii.

## Kariera juniorska
Swoją karierę Stephy zaczynał w młodzieżowych zespołach Southend United. 1 lipca 2011 roku został pozyskany przez Arsenal.

## Kariera seniorska
W lipcu 2015 został wcielony do seniorskiego zespołu Arsenalu. Jednak nigdy nie zadebiutował w pierwszej drużynie.
31 stycznia 2017 roku Mavididi dołączył do angielskiego klubu Charlton Athletic na zasadzie wypożyczenia do końca sezonu. Jednak przez kontuzję której się nabawił wypożyczenie te trwało tylko do 1 marca 2017.  Debiut zaliczył 11 lutego 2017 roku w meczu z AFC Wimbledon zmieniając Ricky’ego Holmesa w 79. minucie meczu.   
4 sierpnia 2017 roku Stephy trafił na wypożyczenie do angielskiego klubu Preston North End. Zadebiutował 19 sierpnia 2017 roku w meczu z Reading wchodząc na plac gry za Seana Maguire'a w 88. minucie spotkania. Wypożyczenie zakończyło się 2 stycznia 2018 roku.
3 stycznia 2018 roku został ponownie wypożyczony do Charlton Athletic. 6 stycznia 2018 w meczu z Oldham Athletic w 27. minucie Mavididi strzelił swojego pierwszego gola w swojej seniorskiej karierze. Był to gol na wagę zwycięstwa Charlton w tym meczu.
Po 8 latach spędzonych w Arsenalu 17 sierpnia 2018 roku Mavididi został sprowadzony przez włoski klub Juventus. Stephy zagrał 32 mecze w zespole U23 "Starej Damy"  w Serie C. 13 kwietnia 2019 roku został powołany do pierwszej drużyny Juventusu z SPAL w ramach meczu 32. kolejki Serie A. W tym meczu wszedł na boisko za Moise Kean'a w 69. minucie. Był to jego jedyny mecz w pierwszej drużynie Juventusu. Bianconeri ostatecznie wygrali ligę w sezonie 2018/19 jednak Mavididi nie dostał medalu mistrzowskiego ponieważ nie rozegrał odpowiedniej ilości spotkań. Krótko po zdobyciu mistrzostwa Stephy dowiedział się, że jego ojciec zmarł.
29 sierpnia 2019 roku został wypożyczony do francuskiego zespołu Dijon. Zadebiutował 31 sierpnia 2019 roku w meczu z Angers wchodząc w 40. minucie meczu za Senou Coulibaly’ego. Swojego pierwszego gola dla Dijonu strzelił 5 października 2019 roku w meczu z RC Strasbourg. Był to zwycięski gol w tym meczu.
1 lipca 2020 roku przeszedł do francuskiego klubu Montpellier za 6,3 mln €. Pierwszy mecz zaliczył 12 września 2020 podczas spotkania ligowego z OGC Nice wchodząc w 85. minucie za Andy’ego Delorta. Swoje pierwsze trafienie Stephy zaliczył 18 października 2020 roku w meczu z AS Monaco.
31 lipca 2023 roku Mavididi powrócił na wyspy brytyjskie tym razem do Leicester City za 7,5 mln €. Zadebiutował 6 sierpnia 2023 roku w meczu z Coventry City grając cały mecz. Swoją pierwszą bramkę dla Lisów Stephy zdobył sześć dni po swoim debiucie w meczu z Huddersfield. Był to gol na wagę trzech punktów.